# Cervalces carnutorum
Cervalces carnutorum és una espècie extinta de mamífer artiodàctil de la família dels cèrvids que visqué a l'Àsia central i Europa durant el Plistocè inferior. Se n'han trobat restes fòssils a Alemanya, França, Hongria, les Illes Britàniques, Itàlia, Polònia i Rússia. Era un parent proper de l'ant d'avui en dia, del qual es diferenciava per la seva dieta, més variada, i les seves adaptacions per a l'alimentació. El seu hàbitat natural eren les zones humides. El seu nom específic, carnutorum, significa 'dels carnuts' i es refereix a un poble gal que antigament habitava la regió on es trobaren els primers fòssils de C. carnutorum.